# Sardijnse grasmus
De Sardijnse grasmus (Curruca sarda synoniem: Sylvia sarda) is een zangvogel uit de familie Sylviidae (grasmussen).

## Kenmerken
Deze vogel heeft een lengte van ± 12,5 cm.

## Verspreiding en leefgebied
Deze soort broedt op Corsica en Sardinië en overwintert in Noord-Afrika.

## Status
De grootte van de populatie is in 2021 geschat op 126.000-137.000 volwassen vogels. Op de Rode lijst van de IUCN heeft deze soort de status niet bedreigd.

## Voorkomen in Nederland
In april 2021 is deze soort voor het eerst waargenomen in Nederland.